# اگوا دولس (کالیفرنیا)
اگوا دولس، کالیفرنیا (به انگلیسی: Agua Dulce, California) یک منطقه سرشماری‌شده در ایالات متحده آمریکا است که در کالیفرنیا واقع شده‌است.

## خصوصیات
اگوا دولس ۵۹٫۱۵۸ کیلومترمربع مساحت و ۳٬۳۴۲ نفر جمعیت دارد و ۷۶۹٫۹۳ متر بالاتر از سطح دریا واقع شده‌است.